# زرزور ذهبي الصدر
زرزور ذهبي الصدر (الاسم العلمي:  Lamprotornis regius)، المعروف أيضا باسم الزرزور الملكي، هو طير جاثم ينتمي لأسرة الزرزوريات.

## السلالة
- Lamprotornis regius) magnificus van Someren ، 1924
- Lamprotornis regius regius (Reichenow، 1879)

## موئله وتوزيعه
الزرزور ذهبي الصدر لديه نطاق معيشة واسع وكبير جدا. يتواجد هذا الطير في شمال شرق أفريقيا، من الصومال وإثيوبيا وكينيا وشمال تنزانيا. هذه الطيور تسكن المروج والسافانا، وأحراش الأكاسيا والغابات الجافة أراضي الأشجار القمئية.

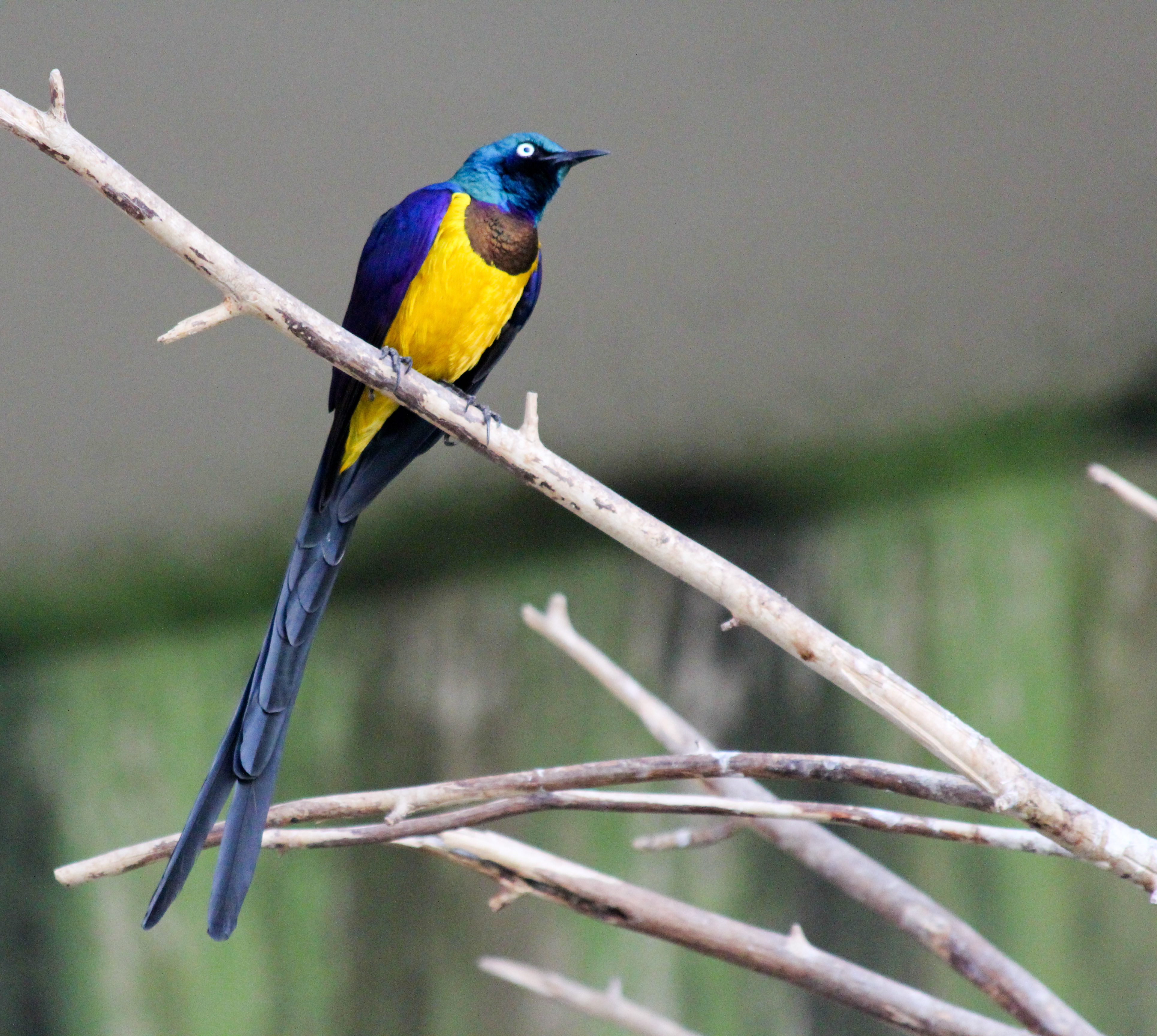
في مملكة الطيور، شلالات نياجرا، كندا

## وضعه
طيور الزرزور من هذا النوع متواجدة على نطاق واسع في جميع أنحاء الموائل التي تعيش بها، لذا يبدو أن أعداد هذه الطيور مستقر. تم تقييم هذا النوع على أنه يواجه تهديد منخفض في القائمة الحمراء للأنواع المهددة بالانقراض التابعة لاتحاد الدولي لحفظ الطبيعة.

## الوصف
يصل طول جسم الزرزور الذهبي إلى حوالي 35 سـم (14 بوصة). لون رأس الطيور البالغة وأعلى ظهورها هو أخضر معدني، لون صدرها وبطنها هو أصفر ذهبي مشرق، المنقار والساقين لونهما داكن، لون القزحية أبيض، ويتواجد على الأجنحة والظهر والرقبة وريش الذيل الطويل لون بنفسجي-أزرق معدني. كلا الجنسين؛ الذكر والأنثى، متشابها الشكل. الطيور الصغيرة لونها باهت مقارنة مع الطيور البالغة.

## السلوك
الزرزور الملكي هو طائر اجتماعي، ويعيش في مجموعات مكونة من ثلاثة إلى اثني عشر فردًا. يمكن ملاحظة ورؤية الطيور البالغة في أوقات شهر يناير إلى شهر يونيو ومن شهر أغسطس إلى شهر نوفمبر، وأوج تواجدها وإنتشارهل هو في شهر يناير.

### التكاثر
يتساقط ريش الزرزور الملكي مرة واحدة في السنة، ويكون ذلك بعد موسم التكاثر. هذه الطيور أحادية الزواج. تضع الأنثى عادة ما بين ثلاثة إلى خمسة بيوض يكون لونها أخضر شاحب مع بقع حمراء. تعشش هذه الطيور في ثقوب الأشجار، وعادة في ثقوب الأشجار التي يتركها نقار الخشب. يتكون العش من الأوراق والجذور وغيرها من المصادر النباتية. تتعاون مجموعات عائلية كاملة في تربية الصغار من خلال جمع المواد الغذائية والمكونات البنائية للعش.

### التغذية
على عكس غيرها من طيور الزرزور، التي تتغذى بشكل أساسي على الفواكه، يتكون النظام الغذائي للزرزور الملكي بشكل أساسي من الحشرات والنمل الأبيض. الطيور البالغة تصطاد الحشرات أثناء الطيران وتبحث عن تلال النمل الأبيض وتحفرها من أجل اصطياد الفرائس. الحلزون والعناكب والقشريات أو الفقاريات الصغيرة، مثل السحالي، تكمل في بعض الأحيان نظامها الغذائي.

## قائمة المراجع
- براين ريتشارد: فوجل. باراغون، باث، (ردمك 1-4054-5506-3)
- كولن هاريسون وآلان جرينسميث: فوجل. شركة Dorling Kindersly Limited ، لندن 1993 ، 2000 ، (ردمك 3-8310-0785-3)
- del Hoyo، J.، Collar، NJ، Christie، DA، Elliott، A.، Fishpool، LDC، Boesman، P. and Kirwan، GM 2016. HBW و BirdLife International المصور قائمة مرجعية لطيور العالم. المجلد 2: المارة. Lynx Edicions and BirdLife International، Barcelona، Spain and Cambridge، UK.
- Dowsett، RJ؛ فوربس واتسون، 1993 م. قائمة مرجعية للطيور من المناطق Afrotropical و Malagasy. Tauraco Press، Li
- Gill F. and Donsker D. (eds)، Family Sturnidae، in IOC World Bird Names (ver 8.2)، International Ornithologists 'Union، 2018
- Sibley ، CG ؛ مونرو، BL 1990. توزيع وتصنيف طيور العالم. مطبعة جامعة ييل، نيو هافن، الولايات المتحدة الأمريكية.

## روابط خارجية
- BirdLife الدولية
- مقاطع الفيديو والصور والأصوات - IBC The International Bird Collection